# Targówek
Targówek là một quận của thành phố Warsaw, thủ đô Ba Lan, tọa lạc tại phía bắc của thành phố.
Quận này có hai khu vực công nghiệp và dân cư. Khoảng 30% diện tích quận là công viên. Trong thời gian giữa 1994 và 2002 thì Targówek là một đô thị độc lập.
Targówek giáp Praga Północ về phía tây, giáp Białołęka về phía bắc, giáp Rembertów, Ząbki và Marki về phía đông và giáp Praga Południe về phía nam.